# Södertörn
Södertörn er en trekantformet halvø i det østlige Södermanland i Sverige. Halvøen grænser til Mälaren og Saltsjön i nord, Himmerfjärden og Hallsfjärden i vest og Østersøen i øst og syd. Forbindelsen til fastlandet er skilt af Södertälje kanal i vest og forbindelsen med Södermalm er skilt af Hammarbykanalen i nord.
Den sydlige del af Stockholm, dvs. den del af byen, som ligger syd for bykernen, ligger på Södertörn. Södertörn udgør med sine store naturområder også et vigtigt rekreations- og friluftsområde for hele Stor-Stockholm.
Den nordlige del af Södertörn består hovedsageligt af et sprækkedalslandskab med nåleskovsklædte højdedrag; midt på Södertörn ligger skovlandskabet Hanveden med Södertörns højeste punkt Tornberget, 110,9 moh. Bjerggrunden består næsten overalt af gnejs.

## En betydningsfuld del af Storstockholm og Stockholms skærgård
Södertörn var længe relativt uberørt af Stockholms ekspansion og havde stadig sin karakter af karst-landbrugslandskab med magre jorder og indimellem større herregårde som etableredes i områderne med den bedste jord. Først ved 1800-tallets afslutning begyndte Stockholm at brede sig mod syd, for en stor del på grund af de nyanlagte jernbaner, Västra stambanan 1862 og Nynäsbanan 1901, som forbandt Södertörns sydligste dele med Stockholm.
Fiskeri havde længe en stor betydning som indkomstkilde for befolkningen langs kysten, hvor Dalarö længe udgjorde et centralt sted for fiskerierhvervet. Södertörns kyst og skærgården ud for udgør den søndre del af Stockholms skærgård med velkendte steder ved kysten som Tyresö, Dalarö, Dalarö skans, Gålön og Årsta Havsbad. Nogle af de større øer ud for kysten er Ornö, Utö, Muskö, Nåttarö og længst mod syd Nynäshamn, Öja me d Landsorts fyr og lodshavn. På den nordlige side af Ornö ligger Kymmendö, en af de mest kendte småøer i Stockholms skærgård i kraft af August Strindbergs bog Hemsøboerne, som udspiller sig på Kymmendö, hvor forfatteren tilbragte mange somre i slutningen af 1800-tallet.
Modsvarende Södertörn nord for Stockholm er Roslagen, som sammen med de kystnære øer indgår i den nordlige del af Stockholms skærgård.

## Nationalpark og naturreservat
Södertörn udgør med sin unikke, ofte oprindelige natur, et vigtigt rekreations- og friluftsområde for hele Stockholm. Den søndre skærgård rummer mange attraktive naturoplevelser, og i nærheden af byen ligger en af länets to nationalparker; Tyresta Nationalpark samt de de store naturreservater som Orlångens naturreservat, Gömmarens naturreservat og Paradisets naturreservat. Gennem Södertörn går også den cirka 1000 kilometer lange vandrerute Sörmlandsleden, og i skovene er der mange uforstyrrede søer.

## Kommuner på Södertörn
- Botkyrka kommun
- Haninge kommun
- Huddinge kommun
- Nacka kommun (delen vest for Skurusundet)
- Nynäshamns kommun
- Salems kommun
- Stockholms kommun (delen Söderort)
- Södertälje kommun (delen Östertälje församling)
- Tyresö kommun

## Eksterne kilder og henvisninger
- Sodertorn.se Arkiveret 23. maj 2010 hos  Wayback Machine

59°0′N 17°52′Ø / 59.000°N 17.867°Ø